# Synalpheus pinkfloydi
Synalpheus pinkfloydi – gatunek krewetek z rodzaju Synalpheus.
Gatunek został odkryty przez Kristin Hultgren (Seattle University), Arthura Ankera (Universidade Federal de Goiás) i Sammy’ego De Grave’a (Oxford University Museum of Natural History).
Synalpheus pinkfloydi charakteryzuje się jaskraworóżowymi szczypcami. Przedstawiciele gatunku wydają głośne dźwięki podczas zaciskania szczypiec, co ma na celu ogłuszenie i zdezorientowanie potencjalnej ofiary. Dźwięki te mają głośność do 210 db. Synalpheus pinkfloydi żyje w wodach Oceanu Spokojnego u wybrzeży Panamy.